# Santo Amaro das Brotas
Santo Amaro das Brotas é um município brasileiro do estado de Sergipe. Está localizado no leste do estado.

## Geografia
Localiza-se a uma latitude 10º47'20" sul e a uma longitude 37º03'16" oeste, estando a uma altitude de 55 metros. Sua população em 2010 era de 11.410 habitantes, e foi estimada para 2020 em 12.151 pelo IBGE.
O município é cortado pela Rodovia SE-240, que liga a BR-101, na altura da cidade de Maruim, ao Porto de Sergipe, na Barra dos Coqueiros.
Possui atualmente 23 povoados (entre os quais estão Aldeia, Sapé, Areias, Plantas, Flexeiras, Urubas, Boa Fé, Curral do Meio, Tabuleiro, Angelim e outros), tendo, em um deles, Flexeiras, um carnaval que relembra as manifestações culturais, como, por exemplo, o rasgadinho, na quarta feira de cinzas.
Possui uma área de 234,156 km².

## Turismo
Uma das atrações de Santo Amaro das Brotas é a vista panorâmica que se pode ter da cidade a partir do mirante situado no alto de uma colina. Outra bela vista é a da foz do Rio Sergipe, rio que é atravessado pela Ponte Aracaju-Barra dos Coqueiros.